# Canton de Dijon-1
Le canton de Dijon-1 est une circonscription électorale française située dans le département de la Côte-d'Or et la région Bourgogne-Franche-Comté.
À la suite du redécoupage cantonal de 2014, les limites territoriales du canton sont remaniées.

## Histoire
Un nouveau découpage territorial de la Côte-d'Or entre en vigueur à l'occasion des élections départementales de mars 2015, défini par le décret du 18 février 2014, en application des lois du 17 mai 2013 (loi organique 2013-402 et loi 2013-403). Les conseillers départementaux sont, à compter de ces élections, élus au scrutin majoritaire binominal mixte. Les électeurs de chaque canton élisent au Conseil départemental, nouvelle appellation du Conseil général, deux membres de sexe différent, qui se présentent en binôme de candidats. Les conseillers départementaux sont élus pour 6 ans au scrutin binominal majoritaire à deux tours, l'accès au second tour nécessitant 10 % des inscrits au 1er tour. En outre la totalité des conseillers départementaux est renouvelée. Ce nouveau mode de scrutin nécessite un redécoupage des cantons dont le nombre est divisé par deux avec arrondi à l'unité impaire supérieure si ce nombre n'est pas entier impair, assorti de conditions de seuils minimaux. Dans la Côte-d'Or, le nombre de cantons passe ainsi de 43 à 23. Le canton de Dijon-1 est remodelé.

## Représentation

### Conseillers généraux du Canton de Dijon-Est (1833-1973)
| Période | Période      | Identité                             | Étiquette           | Qualité |
| ------- | ------------ | ------------------------------------ | ------------------- | --- |
| 1945    | 1973         | Jean Veillet                         | DVD-CNI             | Médecin des hôpitaux Membre du Comité départemental de Libération Suppléant du député Félix Kir (1958-1962) Président du Conseil Général (1966-1975) Maire de Dijon (1968-1971) Élu en 1973 dans le canton de Dijon-2 |
|         |              |                                      |                     | |
| 1934    | 1940         | Étienne Charlot                      | Rad.ind.            | Président du Conseil Supérieur des Chemins de Fer Nommé conseiller départemental en 1942 |
| 1905    | 1934         | Pierre Jossot                        | Rad.ind.            | Enseignant Maire de Crimolois (1900-1920) Sénateur (1920-1941) Président du Conseil Général (1913-1919) |
| 1904    | 1905 (décès) | Adolphe Oubert                       | Républicain         | Avocat à Dijon |
| 1892    | 1904         | Paul Gaffarel                        | Républicain         | Doyen de la Faculté de Lettres Adjoint au maire de Dijon |
| 1886    | 1892         | Pierre Auguste Baudin                | Républicain         | Avocat à Dijon |
| 1870    | 1886         | Nicolas Enfert                       | Républicain         | Maire de Dijon (1875-1881) |
| 1866    | 1870         | Auguste Frémiet                      |                     | Avocat à la Cour de Dijon |
| 1862    | 1866         | Théodore Michel Vernier              | Majorité dynastique | Avocat à Dijon Député (1852-1863) |
| 1858    | 1862         | Nicolas Joseph Détourbet             |                     | Propriétaire du château de Vantoux Président de la Société d'agriculture de Dijon |
| 1855    | 1858         | Victor Moussier                      |                     | Propriétaire - Adjoint au maire de Dijon |
| 1852    | 1855         | Nicolas Joseph Détourbet (1801-1889) |                     | Propriétaire du château de Vantoux Président de la Société d'agriculture de Dijon |
| 1848    | 1852         | Étienne Nicolas Philibert Hernoux    |                     | Propriétaire, maire de Dijon (1815, 1830-1837 et 1848) |
| 1842    | 1848         | Janvier Ernest Gaulin                |                     | Propriétaire à Dijon |
| 1833    | 1842         | Étienne Nicolas Philibert Hernoux    |                     | Maire de Dijon (1815, 1830-1837 et 1848) Président du Conseil Général (1834-1842) |

### Conseillers d'arrondissement du canton de Dijon Est (de 1833 à 1940)
| Période                                  | Période          | Identité                           | Étiquette   | Qualité |
| ---------------------------------------- | ---------------- | ---------------------------------- | ----------- | --- |
| 1833                                     | 1837             | Paul Robinet (1777-1861)           |             | Négociant et banquier à Dijon                                                                               |
| 1837                                     | 1839             | Pierre François Courtois           |             | Juge de paix                                                                                                |
| 1839                                     | 1842             | Jean-Hugues Magnin-Philippon       |             | Maître de forges à Dijon                                                                                    |
| 1842                                     | 1848             | Nicolas Georges Cugnotet           |             | Propriétaire à Dijon                                                                                        |
| 1848                                     | 1852             | Antoine Maire                      |             | Négociant à Dijon                                                                                           |
| 1852                                     | 1861             | Sulpice Jules Chanoine             |             | Conseiller à la Cour, propriétaire à Dijon                                                                  |
| 1861                                     | 1867             | Claude Philibert Couturier         |             | Ancien avoué à Dijon                                                                                        |
| 1867                                     | 1871             | Baron Alexandre de Benoist         |             | Maire de Quetigny                                                                                           |
| 1871                                     | 1886 (décès)     | César Bernard (1820-1886)          | Républicain | Ancien lieutenant-colonel de la Garde nationale, propriétaire à Dijon                                       |
| 1886                                     | 1892             | Denis Anatole Bourgeot (1846-1915) | Républicain | Docteur médecin à Arc-sur-Tille                                                                             |
| 1892                                     | 1895             | Claude Martin (1846-1908)          | Républicain | Agriculteur, Président du syndicat agricole de la Côte-d'Or, maire de Saint-Apollinaire                     |
| 1895                                     | 1897 (démission) | Jules Variot                       | POSR        | Ouvrier typographe, gérant du ""Bourguignon Salé""                                                          |
| 1897                                     | 1908 (décès)     | Claude Martin                      | Républicain | Maire de Saint-Apollinaire                                                                                  |
| 1908                                     | 1931             | Ernest Midant                      |             | Agriculteur à Mirande, Dijon                                                                                |
| 1931                                     | 1940             | Ernest Cauvard                     |             | Cultivateur à la ferme de Morveau, Sennecey                                                                 |
| 1940                                     |                  |                                    |             | Les conseils d'arrondissement ont été suspendus par la loi du 12 octobre 1940 et n'ont jamais été réactivés |
| Les données manquantes sont à compléter. |                  |                                    |             | |

### Conseillers généraux du Canton de Dijon-Nord (1833-1973)
| Période         | Période                   | Identité                                                            | Étiquette                     | Qualité |
| --------------- | ------------------------- | ------------------------------------------------------------------- | ----------------------------- | --- |
| 26 octobre 1952 | 1973                      | André Hauser (1901-1979)                                            | CNI                           | Ingénieur agricole Conseiller municipal de Dijon Élu en 1973 dans le canton de Dijon-8                             |
| 1945            | 1952 (décès)              | Gaston Paris                                                        | DVD                           | Architecte - Premier adjoint au Maire de Dijon                                                                     |
|                 |                           |                                                                     |                               | |
| 1943            | 1945                      | Maurice Bernard (1885-1979)                                         |                               | Militaire puis industriel (vinaigreries Bernard) Maire de Dijon (1942-1944) Nommé conseiller départemental en 1942 |
|                 |                           |                                                                     |                               | |
| 1922            | 1942 (démission d'office) | Arthur Vacher                                                       | SFIO (jusqu'en 1928) puis PRS | Avocat à Dijon Révoqué par le Gouvernement de Vichy                                                                |
| 1919            | 1922                      | Félix Ruinet                                                        | RG                            | Industriel à Dijon                                                                                                 |
| 1914            | 1919                      | siège vacant                                                        |                               | |
| 1892            | 1914 (décès)              | Ernest Messner                                                      | Rad.                          | Viticulteur Président de la Chambre de commerce de Dijon Député (1906-1910) Sénateur (1910-1914)                   |
| 1888            | 1892                      | Louis Dautel                                                        | Rad.                          | Négociant en vins à Dijon                                                                                          |
| 1886            | 1888 (démission)          | Victor Marchand                                                     | Républicain                   | Colonel du génie en retraite Maire de Dijon (1886-1891)                                                            |
| 1870            | 1886                      | Léon Gleize                                                         | Républicain                   | Avoué - Conseiller municipal de Dijon                                                                              |
| 1866            | 1870                      | Jean Jules Lavalle                                                  |                               | Docteur en médecine ancien directeur de l'Ecole de Médecine et du Jardin botanique de Dijon                        |
| 1852            | 1866                      | Théodore Michel Vernier                                             | Majorité dynastique           | Avocat à Dijon Député (1852-1863) Membre du Conseil d'État, maire de Dijon                                         |
| 1848            | 1852                      | Jacques Grapin                                                      |                               | Géomètre - Adjoint au Maire de Dijon                                                                               |
| 1842            | 1848                      | Benigne Etienne Joseph Jean Philippe Legouz, Marquis de Saint-Seine |                               | Avocat et propriétaire à Dijon                                                                                     |
| 1833            | 1842                      | Bernard Charles Belot                                               |                               | Adjoint au Maire de Dijon                                                                                          |

### Conseillers d'arrondissement du canton de Dijon Nord (de 1833 à 1940)
| Période                                  | Période               | Identité                        | Étiquette       | Qualité |
| ---------------------------------------- | --------------------- | ------------------------------- | --------------- | --- |
| 1833                                     | 1838                  | Bernard Dermenon                |                 | Notaire à Dijon puis à Semur-en-Auxois                                                                      |
| 1er avr. 1838                            | 1839                  | Aubin Roydet                    |                 | Notaire à Dijon                                                                                             |
| 1839                                     | 1848                  | Laurent Jules Chevillard        |                 | Avocat à Dijon                                                                                              |
| 1848                                     | 1861                  | Claude Philibert Couturier      |                 | Ancien avoué à Dijon                                                                                        |
| 1861                                     | 1871                  | Sulpice Jules Chanoine          |                 | Conseiller à la Cour, Dijon                                                                                 |
| 1871                                     | 1883                  | M. Lambert                      |                 | Propriétaire à Bonvaux, Plombières                                                                          |
| 1883                                     | 1886 (décès)          | Edme Étienne Hugard (1827-1886) |                 | Propriétaire cultivateur à Darois                                                                           |
| 1887                                     | 1895                  | Philippe Charles                | Républicain     | Propriétaire à Messigny                                                                                     |
| Août 1895                                | Août 1895 (démission) | Jules Variot                    | POSR            | Ouvrier typographe, gérant du ""Bourguignon Salé""                                                          |
| Oct.1895                                 | Avr.1896 (démission)  | Armand Roland                   | POSR            | Docteur en médecine à Dijon                                                                                 |
| Juin 1896                                | 1901                  | Alfred Pouteaux (1867-1950)     | Républicain     | Chimiste, inventeur des allumettes sans phosphore, propriétaire à Bellefond                                 |
| 1901                                     | 1925                  | Henri Gérard                    |                 | Propriétaire, maire de Fontaine                                                                             |
| 1925                                     | 1931                  | Firmin Léchenet                 |                 | Cafetier, maire de Talant                                                                                   |
| 1931                                     | 1937                  | Henri Bouchard                  | Conc.rép.       | Propriétaire, maire de Daix                                                                                 |
| 1937                                     | 1940                  | Maurice Supernant (1894-1951)   | Union nationale | Ingénieur des travaux publics, adjoint au maire, puis maire de Fontaine                                     |
| 1940                                     |                       |                                 |                 | Les conseils d'arrondissement ont été suspendus par la loi du 12 octobre 1940 et n'ont jamais été réactivés |
| Les données manquantes sont à compléter. |                       |                                 |                 | |

### Conseillers généraux du Canton de Dijon-Ouest (1833-1973)
| Période   | Période                | Identité                            | Étiquette           | Qualité |
| --------- | ---------------------- | ----------------------------------- | ------------------- | --- |
| 1967      | 1973                   | Robert Poujade                      | UDR                 | Inspecteur Général de l'Education Nationale Député (1967-1981 et 1986-2002) Maire de Dijon (1971-2001) Président du Conseil Général (1982-1988) Ministre (1971-1974) Élu en 1973 dans le canton de Dijon-6 |
| 1945      | 1967                   | Chanoine Félix Kir                  | CNI                 | Député (1945-1967) Maire de Dijon (1945-1968) |
|           |                        |                                     |                     | |
| 1907      | 1940                   | Gaston Gérard                       | Rad.ind.            | Avocat, Maire de Dijon (1919-1935) Député (1928-1932 et 1936-1940) Ancien Sous-secrétaire d'Etat Nommé membre de la Commission administrative départementale en 1941                                       |
| 1904      | 1907 (élu à Dijon-Sud) | Etienne Charlot                     |                     | Ingénieur civil à Dijon |
| 1892      | 1904                   | François Joseph Galliot (1857-1923) | Républicain         | Ingénieur des Ponts et Chaussées à Dijon |
| 1886      | 1892                   | Léon Bidault (1837-1912)            | Radical             | Ingénieur des Ponts et Chaussées à Dijon |
| 1870      | 1886                   | Louis Robelin                       | Républicain         | Manufacturier - Maire de Dijon (1882-1886) |
| 1858      | 1870                   | Jean-Baptiste Philibert Vaillant    | Majorité dynastique | Maréchal de France Grand Maréchal du Palais Ministre de la Guerre Ministre de la Maison de l'Empereur Président du Conseil Général (1858-1869)                                                             |
| 1856      | 1858                   | Comte Gilbert Alexandre Carrelet    | Bonapartiste        | Général de Division Sénateur (1852-1870) |
| 1852      | 1856                   | Louis André                         |                     | Maire de Dijon (1849-1856) |
| 1848      | 1852                   | Amable Simon Auguste Drevon         |                     | Professeur à l'Ecole de Droit de Dijon |
| août 1848 | octobre 1848           | Jules Étienne François Muteau       | Centre gauche       | Premier Président de la Cour d'appel de Dijon Ancien député (1834-1848) |
| 1842      | 1848                   | Jean Hugues Magnin-Philippon        |                     | Maître de forges à Dijon |
| 1833      | 1842                   | Nicolas Georges Cugnotet            |                     | Propriétaire à Dijon |

### Conseillers d'arrondissement du canton de Dijon Ouest (de 1833 à 1940)
| Période                                  | Période          | Identité                         | Étiquette           | Qualité |
| ---------------------------------------- | ---------------- | -------------------------------- | ------------------- | --- |
| 1833                                     | 1836             | Étienne François Huguet          |                     | Avocat à Dijon                                                                                              |
| 1836                                     | 1842             | Alexis Henri Frédéric Bouchard   |                     | Marchand de bois à Dijon                                                                                    |
| 1842                                     | 1852             | Antoine Gaspard Joliet           |                     | Notaire à Dijon                                                                                             |
| 1852                                     | 1870             | Denis Claude Chevalier           |                     | Ancien notaire à Dijon                                                                                      |
| 1870                                     | 1871             | Louis Siméon                     |                     | Mégissier à Dijon                                                                                           |
| 1871                                     | 1886             | Claude Lamarche (1824-1887)      |                     | Propriétaire et aubergiste à Velars-sur-Ouche                                                               |
| 1886                                     | 1895             | Louis Basile Bouvier (1850-1932) |                     | Maire de Marsannay                                                                                          |
| 1895                                     | 1895 (démission) | Jules Variot                     | POSR                | Ouvrier typographe, gérant du ""Bourguignon Salé""                                                          |
| 1895                                     | 1896 (démission) | Auguste Morin-Gacon (1846-1909)  | POSR                | Fabricant de pompes, maire de Dijon (1896-1900)                                                             |
| 1896                                     | 1901             | Alfred Dupuy                     | Radical             | Propriétaire viticulteur à Cochery                                                                          |
| 1901                                     | 1908             | Auguste Chauvenet                | Républicain libéral | Adjoint au maire de Velars-sur-Ouche                                                                        |
| 1908                                     | 1911             | Jules Calais                     | Radical             | Vigneron, maire de Corcelles-les-Monts                                                                      |
| 1911                                     | 1913             | Auguste Chauvenet                | Républicain libéral | Adjoint au maire de Velars-sur-Ouche                                                                        |
| 1913                                     | 1931             | Jules Calais (1861-1938)         | Radical puis SFIO   | Vigneron, carrier, manouvrier, maire de Corcelles-les-Monts                                                 |
| 1931                                     | 1940             | Louis Billard (1901-1990)        |                     | Cultivateur à la ferme de Grammont, Gergueil, maire de Corcelles-les-Monts                                  |
| 1940                                     |                  |                                  |                     | Les conseils d'arrondissement ont été suspendus par la loi du 12 octobre 1940 et n'ont jamais été réactivés |
| Les données manquantes sont à compléter. |                  |                                  |                     | |

### Canton de Dijon-Sud, créé en 1907 (loi du 9 juillet 1907); conseillers généraux
| Période | Période | Identité                          | Étiquette | Qualité |
| ------- | ------- | --------------------------------- | --------- | --- |
| 1964    | 1973    | Camille Pelletret                 | CNI       | adjoint au maire de Dijon (1959-1977) Élu en 1973 dans le canton de Dijon-3                                                                      |
| 1951    | 1964    | Jean-Marie Deslandres (1899-1995) | CNI       | Médecin à Dijon |
| 1945    | 1951    | Jean Dorey                        | SFIO      | Cheminot Conseiller municipal de Dijon (1944-1956)                                                                                               |
| 1943    | 1945    | Joseph Clair-Daü (1889-1971)      |           | Viticulteur Maire de Marsannay-la-Côte Membre de la Commission administrative de la Côte-d'Or (1940-1943) Nommé conseiller départemental en 1942 |
|         |         |                                   |           | |
| 1934    | 1940    | Robert Jardillier                 | SFIO      | Professeur de lycée Maire de Dijon (1935-1940) Député (1932-1940) Ministre des P.T.T. (1936-1937)                                                |
| 1928    | 1934    | Henri Laurain                     | URD       | Administrateur de banque Premier Adjoint au Maire de Dijon                                                                                       |
| 1919    | 1928    | Henri Barabant                    | SFIO      | Directeur de journal à Dijon |
| 1907    | 1919    | Étienne Charlot                   |           | Ingénieur civil à Dijon Ancien conseiller général de Dijon-Ouest                                                                                 |

### Conseillers d'arrondissement du canton de Dijon-Sud (de 1907 à 1940)
| Période                                  | Période      | Identité                    | Étiquette | Qualité |
| ---------------------------------------- | ------------ | --------------------------- | --------- | --- |
| 1907                                     | 1913         | Charles Lévêque             |           | Propriétaire cultivateur à Neuilly-lès-Dijon                                                                |
| 1913                                     | 1919         | Dominique Berthaud          |           | Rentier, maire de Longvic                                                                                   |
| 1919                                     | 1931         | Prosper Gallois (1884-1964) | SFIO      | Vigneron puis cafetier à Dijon, maire de Chenôve (1919-1924 et 1925-1929)                                   |
| 1931                                     | 1934 (décès) | Armand Thibaut              | SFIO      | Cheminot, forgeron aux ateliers de la compagnie PLM de Perrigny-lès-Dijon, maire de Chenôve (1929-1934)     |
| 1935                                     | 1937         | Henri Guénin                | SFIO      | Directeur d'école à Dijon                                                                                   |
| 1937                                     | 1940         | René Maillotte              | SFIO      | Cheminot, adjoint au maire de Chenôve                                                                       |
| 1940                                     |              |                             |           | Les conseils d'arrondissement ont été suspendus par la loi du 12 octobre 1940 et n'ont jamais été réactivés |
| Les données manquantes sont à compléter. |              |                             |           | |

### Conseillers généraux du canton de Dijon-1 (1973 à 2015)
| Période | Période | Identité         | Étiquette | Qualité |
| ------- | ------- | ---------------- | --------- | --- |
| 2001    | 2015    | Ludovic Rochette | UMP       | Maire de Brognon Elu en 2015 dans le Canton de Dijon-4                                                                                             |
| 1982    | 2001    | Louis Berthou    | RPR       | Attaché principal d’administration centrale Maire de Saint-Apollinaire (1971-1995), député-suppléant de Louis de Froissard de Broissia (1988-1997) |
| 1976    | 1982    | René Berthaut    | PS        | Professeur de collège, ancien résistant Conseiller municipal de Saint-Apollinaire                                                                  |
| 1973    | 1976    | André Ampaud     | RI        | Chef d'entreprise, adjoint au maire de Dijon (1959-1977)                                                                                           |

### Conseillers départementaux du nouveau canton de Dijon-1 depuis 2015
| Période élective | Période élective | Mandat | Mandat   | Identité                | Nuance | Nuance | Qualité |
| ---------------- | ---------------- | ------ | -------- | ----------------------- | ------ | ------ | --- |
| 2015             | 2021             | 2015   | 2021     | Danielle Darfeuille     |        | LR     | Directrice d'école retraitée, Dijon                                                                                                  |
| 2015             | 2021             | 2015   | 2021     | François-Xavier Dugourd |        | LR     | Conseiller municipal de Dijon (2001-2014) Ancien conseiller général du Canton de Dijon-6 1er Vice-Président du Conseil départemental |
| 2021             | 2028             | 2021   | en cours | Clémentine Barbier      |        | LR     | Chef d'entreprise à Dijon |
| 2021             | 2028             | 2021   | en cours | François-Xavier Dugourd |        | LR     | Premier vice-président du conseil départemental                                                                                      |

### Résultats détaillés

#### Élections de mars 2015
À l'issue du 1er tour des élections départementales de 2015, deux binômes sont en ballottage : Danielle Darfeuille et François-Xavier Dugourd (Union de la Droite, 44,72 %) et Jehan-Philippe Contesse et Catherine Hervieu (Union de la Gauche, 37,96 %). Le taux de participation est de 55,44 % (8 188 votants sur 14 770 inscrits) contre 53,86 % au niveau départemental et 50,17 % au niveau national.
Au second tour, Danielle Darfeuille et François-Xavier Dugourd (Union de la Droite) sont élus avec 59,29 % des suffrages exprimés et un taux de participation de 52,78 % (4 338 voix pour 7 796 votants et 14 770 inscrits).

#### Élections de juin 2021
Le premier tour des élections départementales de 2021 est marqué par un très faible taux de participation (33,26 % au niveau national). Dans le canton de Dijon-1, ce taux de participation est de 37,72 % (5 583 votants sur 14 802 inscrits) contre 36,24 % au niveau départemental. À l'issue de ce premier tour, deux binômes sont en ballottage : Clémentine Barbier et François-Xavier Dugourd (LR, 42,13 %) et Antoine Hoareau et Karine Savina (PS, 39,95 %).
Le second tour des élections est marqué une nouvelle fois par une abstention massive équivalente au premier tour. Les taux de participation sont de 34,3 % au niveau national, 37,05 % dans le département et 40,74 % dans le canton de Dijon-1. Clémentine Barbier et François-Xavier Dugourd (LR) sont élus avec 53,07 % des suffrages exprimés (3 069 voix pour 6 032 votants et 14 805 inscrits),,.

## Composition

### Canton de Dijon-Sud (avant 1973)
Le canton de Dijon-Sud était composé de :
- Dijon (en partie)
- Chenôve
- Marsannay-la-Côte
- Longvic
- Neuilly
- Ouges
- Perrigny

Les communes qui le composaient ont été détachées du canton de Dijon-Ouest par la loi du 9 juillet 1907.

### Canton de Dijon-Est (avant 1973)
Le canton de Dijon-Est était composé de :
- Dijon (en partie)
- Arc-sur-Tille
- Bressey-sur-Tille
- Bretigny
- Brognon
- Chevigny-Saint-Sauveur
- Clénay
- Couternon
- Crimolois
- Orgeux
- Quetigny
- Remilly-sur-Tille
- Ruffey-lès-Echirey
- Saint-Apollinaire
- Saint-Julien
- Sennecey
- Varois-et-Chaignot

### Canton de Dijon-Nord (avant 1973)
Le canton de Dijon-Nord était composé de :
- Dijon (en partie)
- Ahuy
- Asnières
- Bellefond
- Daix
- Darois
- Étaules
- Fontaine
- Hauteville
- Messigny
- Norges-la-Ville
- Plombières
- Savigny-le-Sec
- Talant
- Vantoux

### Canton de Dijon-Ouest (avant 1973)
Le canton de Dijon-Ouest était composé de :
- Dijon (en partie)
- Corcelles-les-Monts
- Flavignerot
- Fleurey-sur-Ouche
- Lantenay
- Pasques
- Prenois
- Velars-sur-Ouche

### Composition du canton de Dijon-1 de 1973 à 2015
Le canton de Dijon-1 regroupait huit communes entières et une fraction de Dijon.
| Nom                | Code Insee | Codepostal | Superficie (km2) | Population (dernière pop. légale) | Densité (hab./km2) |
| ------------------ | ---------- | ---------- | ---------------- | --------------------------------- | ------------------ |
| Bretigny           | 21107      | 21490      | 6,84             | 912 (2012)                        | 133                |
| Brognon            | 21111      | 21490      | 6,24             | 269 (2012)                        | 43                 |
| Clénay             | 21179      | 21490      | 5,61             | 850 (2012)                        | 152                |
| Orgeux             | 21469      | 21490      | 4,75             | 474 (2012)                        | 100                |
| Ruffey-lès-Echirey | 21535      | 21490      | 11,12            | 1 242 (2012)                      | 112                |
| Saint-Apollinaire  | 21540      | 21850      | 10,24            | 7 012 (2012)                      | 685                |
| Saint-Julien       | 21555      | 21490      | 16,43            | 1 466 (2012)                      | 89                 |
| Varois-et-Chaignot | 21657      | 21490      | 10,10            | 2 007 (2012)                      | 199                |

Les communes du canton étaient reparties dans les structures d'intercommunalités suivantes :
- Dijon Métropole
- Val de Norge
- Plaine des Tilles

### Composition depuis 2015
| Nom                           | Code Insee | Intercommunalité | Superficie (km2) | Population (dernière pop. légale)                 | Densité (hab./km2) | Modifier                                    |
| ----------------------------- | ---------- | ---------------- | ---------------- | ------------------------------------------------- | ------------------ | ------------------------------------------- |
| Dijon (bureau centralisateur) | 21231      | Dijon Métropole  | 40,41            | Fraction : 25 172 (2022) Commune : 159 941 (2022) | 3 958              | modifier les données · modifier les données |
| Canton de Dijon-1             | 2108       |                  |                  | 25 172 (2022)                                     |                    | modifier les données                        |

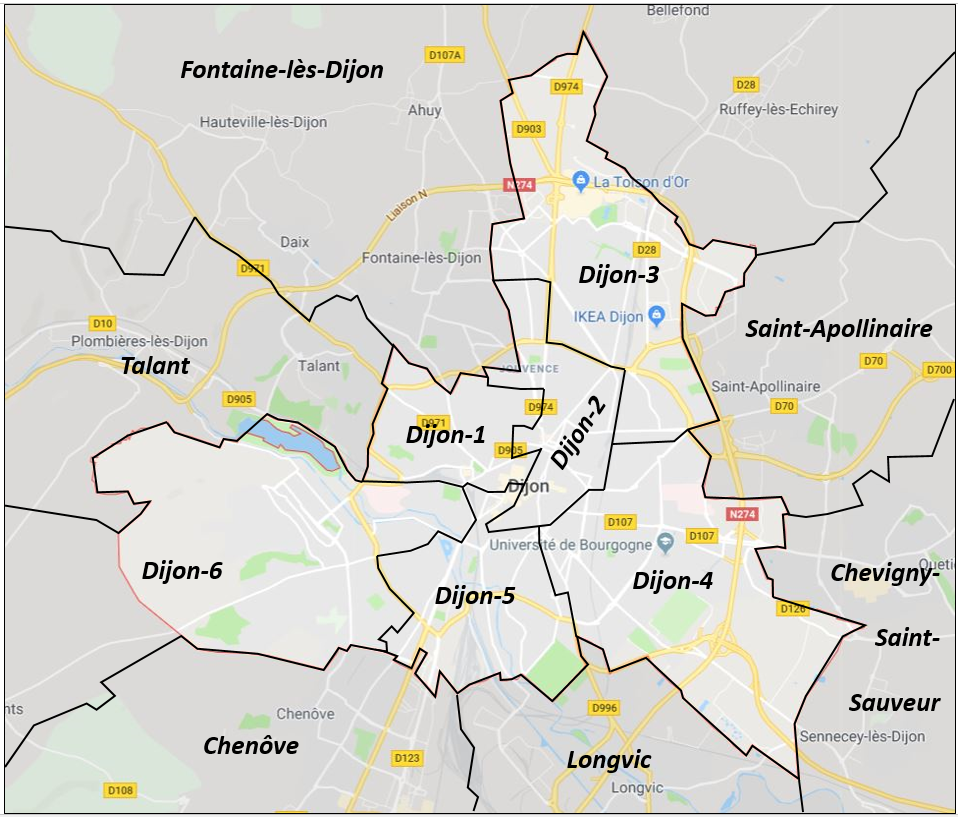
Découpage cantonal à Dijon depuis 2015.

Le nouveau canton de Dijon-1 comprend la partie de la commune de Dijon située à l'intérieur d'un périmètre défini par l'axe des voies et limites suivantes : depuis la limite territoriale de la commune de Fontaine-lès-Dijon, rue Octave-Terrillon, rue Claude-Hoin, rue de Beauséjour, rue de la Houblonnière, rue Jules-Forey, avenue du Drapeau, ligne de tramway, avenue Garibaldi, rue Sambin, rue Gagnereaux, place Barbe, rue d'Ahuy, rue Claude-Bernard, place Saint-Bernard, boulevard de la Trémouille, rue de la Préfecture, place Notre-Dame, rue des Forges, rue de la Liberté, rue Bossuet, rue Michelet, rue de la Prévôté, rempart de la Miséricorde, rue Mariotte, boulevard Sévigné, rue Albert-Ier, jusqu'à la limite territoriale de la commune de Talant.
Il comprend les quartiers de La Gare, de Montchapet et une partie du centre ville.

## Démographie

### Démographie avant 2015
| 1975 | 1982 | 1990 | 1999 | 2006   | 2011   | 2012   |
| ---- | ---- | ---- | ---- | ------ | ------ | ------ |
| -    | -    | -    | -    | 31 653 | 32 777 | 32 971 |

### Démographie depuis 2015
En 2022, le canton comptait 25 172 habitants, en évolution de −1,61 % par rapport à 2016 (Côte-d'Or : +0,82 %, France hors Mayotte : +2,11 %).
| 2013   | 2018   | 2022   |
| ------ | ------ | ------ |
| 25 357 | 25 126 | 25 172 |